# Inferno - Canto dodicesimo

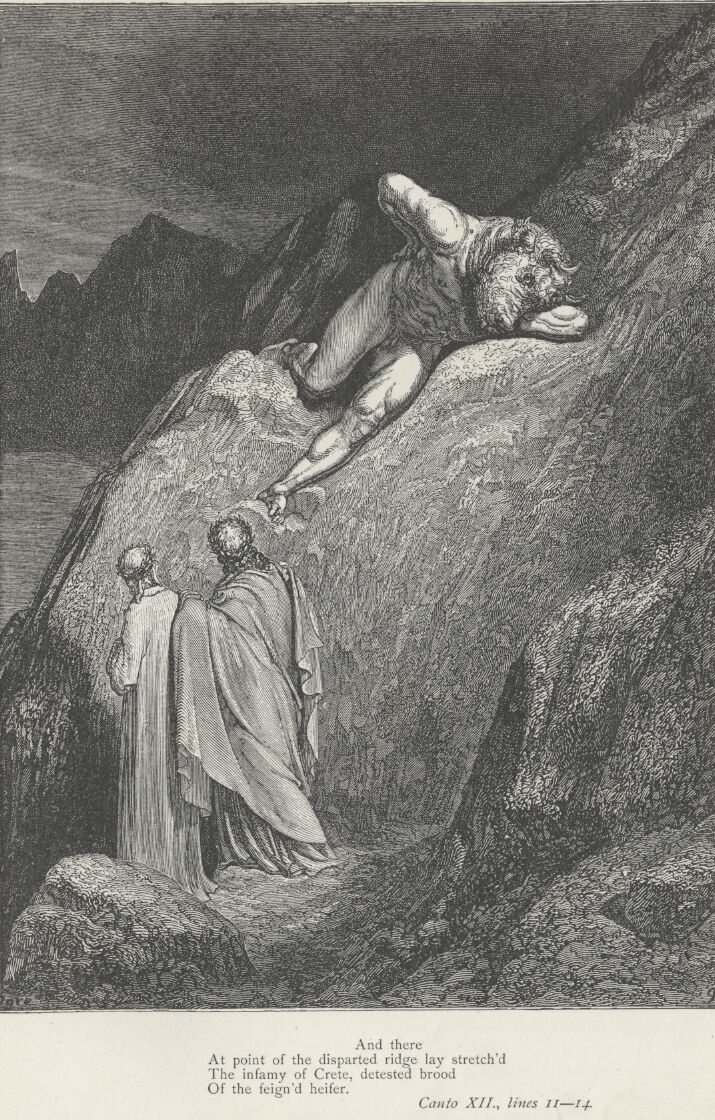
Il Minotauro, immaginato da Gustave Doré

Il canto dodicesimo dell'Inferno di Dante Alighieri si svolge nel primo girone del settimo cerchio, sul fiume Flegetonte, ove sono puniti i violenti contro il prossimo; siamo all'alba del 9 aprile 1300 (Sabato Santo), o, secondo altri commentatori, del 26 marzo 1300.

## Incipit
(Anonimo commentatore dantesco del XIV secolo)

## Analisi del canto

### La frana e il Minotauro - versi 1-45
Dante e Virgilio si erano fermati un attimo prima di entrare nel fosso del basso Inferno, giusto il tempo per abituarsi all'afrore e spiegare la struttura dell'Inferno. All'inizio di questo canto essi riprendono il cammino e si affacciano su una frana, che a Dante ricorda un'analoga "ruina" che "l'Adice percosse" nei pressi di Trento, generalmente identificata con i Lavini di Marco, vicino a Rovereto. Il passo è ispirato probabilmente da un brano di Alberto Magno (De meteoris III, 6), più che da un'esperienza diretta nei luoghi, improbabile nei primi anni d'esilio, durante i quali fu scritto l'Inferno. Il poeta nota come, per quanto scosceso, sia possibile scendere.
Una nuova interpretazione identifica la "ruina" con la frana di Calliano, più vicina a Trento e al fiume Adige («Zengio Ross» in prossimità di Castel Pietra).
Anticipato qualche verso prima (parafrasando: "venimmo all'orlo di una frana dove vedemmo qualcosa che nessuno vorrebbe vedere – ch'ogne vista ne sarebbe schiva", v. 3), il poeta descrive ora "l'infamia di Creta", che sta sulla punta del precipizio ("la rotta lacca", v. 11) e che fu concepita in una falsa vacca. Si tratta del leggendario Minotauro, del quale Dante riprende alcuni tratti dalla mitologia classica, in particolare attingendo dall'Ars amatoria di Ovidio: Pasifae, moglie di Minosse, per una maledizione di Poseidone si era innamorata di un toro e, pur di farsi possedere, si fece costruire una giovenca di legno entro la quale si nascose, concependo così il mostro del Minotauro; rinchiuso nel celebre labirinto di Cnosso, fu ucciso da Teseo (Dante lo chiama "Duca d'Atene" in quanto figlio della regina ateniese), con l'aiuto di Arianna.

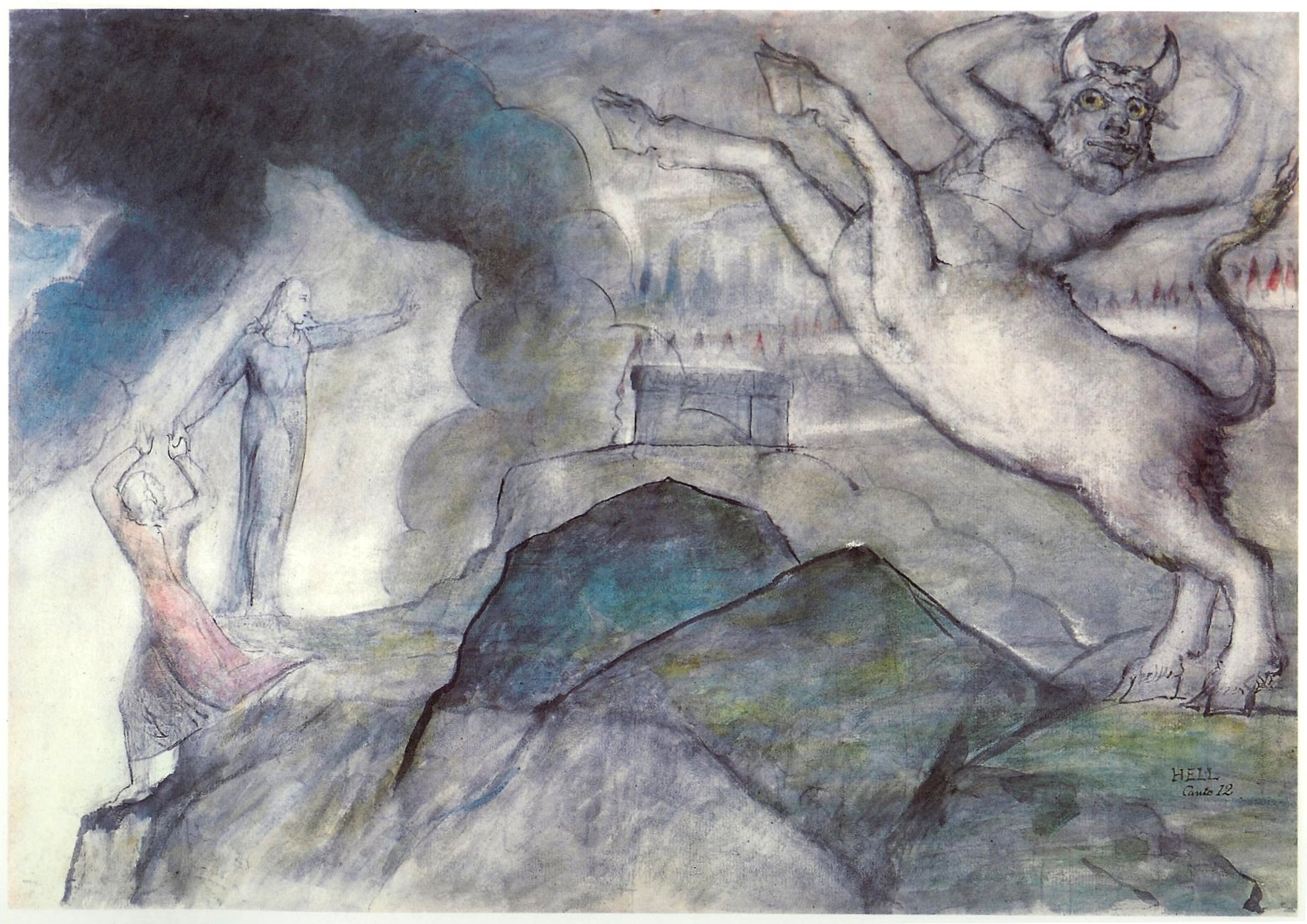
L'incontro con il Minotauro, immaginato da William Blake

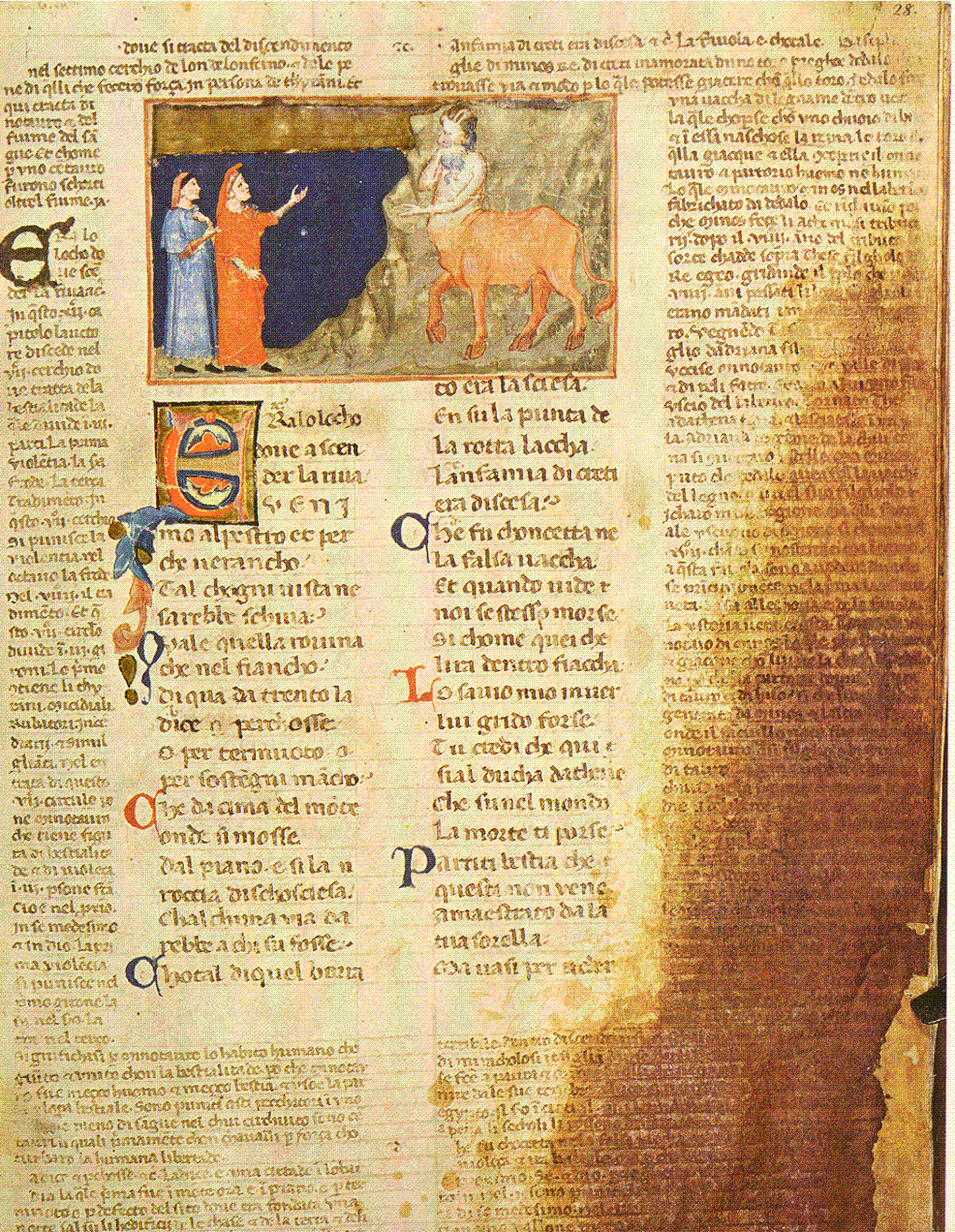
Il Minotauro, anonimo fiorentino della seconda metà del XIV secolo

Qui il mostro è descritto come macinato dalla sua stessa ira, che lo porta a mordersi, così come facevano gli iracondi nello Stige. Virgilio lo attizza rivolgendogli parole beffarde: "Che credi che ci sia il Duca d'Atene? Spostati, che qui non c'entra tua sorella, lui (Dante) viene solo per vedere le pene" (parafrasi vv. 16-21). La bestia, grottescamente, si infuria ancora di più, ma come i tori che saltellano dopo aver ricevuto un colpo mortale, non può che sbandare qua e là senza senso, mentre Virgilio suggerisce di sgattaiolare via.
Dalla scarna descrizione dantesca e dall'indeterminatezza della sua fonte (Ovidio), si pensa che Dante lo immaginasse al contrario della figura che conosciamo: cioè con un corpo bovino sormontato da una testa (o un busto) umano.
L'episodio della bestialità irrazionale del Minotauro (la sua "matta bestialitade", citata nel canto precedente) viene messo in contrasto con quello successivo, dell'incontro con i Centauri.
Dante non manca di sottolineare come la sua figura pesante di uomo vivo sia l'unica a spostare sassi e pietruzze che rotolano giù. Virgilio allora racconta come questa frana non ci fosse quando egli scese nell'Inferno per la prima volta. Si riferisce a quanto raccontato nel Canto IX, quando descrisse come la maga Eritòn lo costrinse ad andare a richiamare un'anima nel cerchio più basso dell'Inferno, per evocare l'anima di un traditore dal cerchio di Giuda. L'episodio è mutuato da Lucano, ma il coinvolgimento di Virgilio è uno stratagemma puramente dantesco, volto a spiegare la conoscenza dell'Inferno da parte di Virgilio-guida. Se il viaggio immaginario di Virgilio si svolse poco dopo la sua morte (Inferno, IX, 25), ossia poco dopo il 19 a.C., egli non poteva aver visto la frana, rovinata quando ci fu il terremoto che fece tremare l'Inferno dopo la morte di Cristo (33 d.C.). Virgilio dice che lo sentì poco prima che "colui che la gran preda levò a Dite dal cerchio superno" – cioè Cristo (mai nominato nell'Inferno) – scendesse al Limbo per portare in cielo i patriarchi dell'Antico Testamento, e che la scossa gli fece pensare che l'amore universale si stesse ritrasformando in caos, citando le dottrine filosofiche di Empedocle.

### Il Flegetonte e i Centauri - vv. 46 - 99

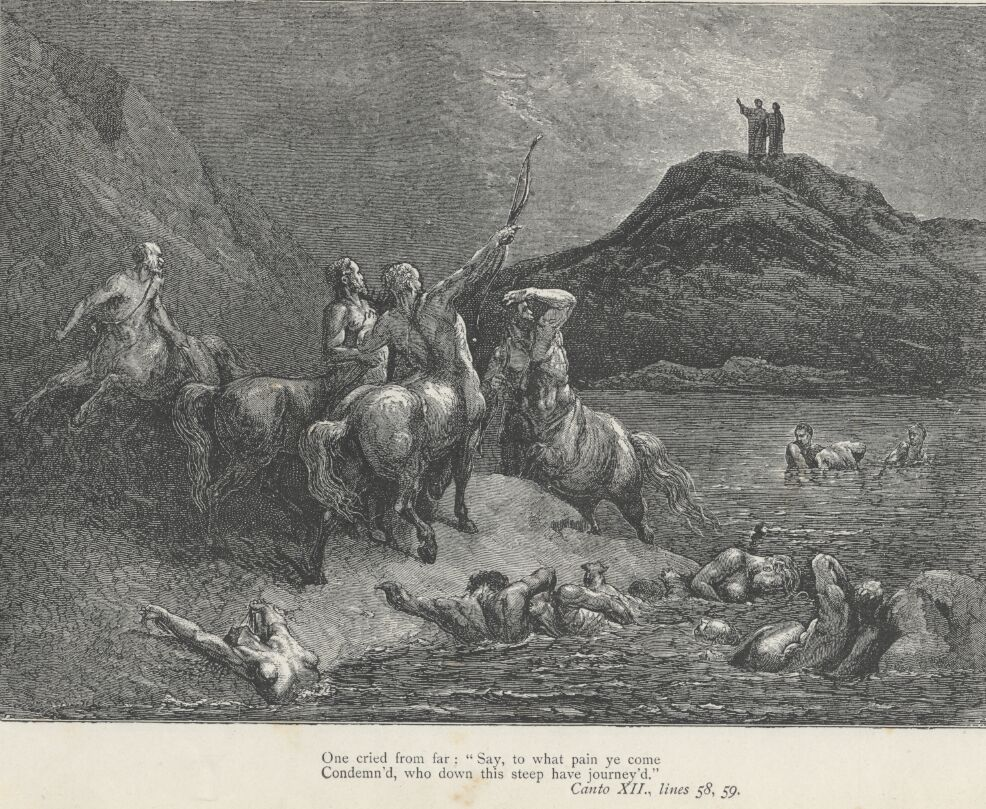
I centauri scorgono i due estranei, illustrazione di Gustave Doré

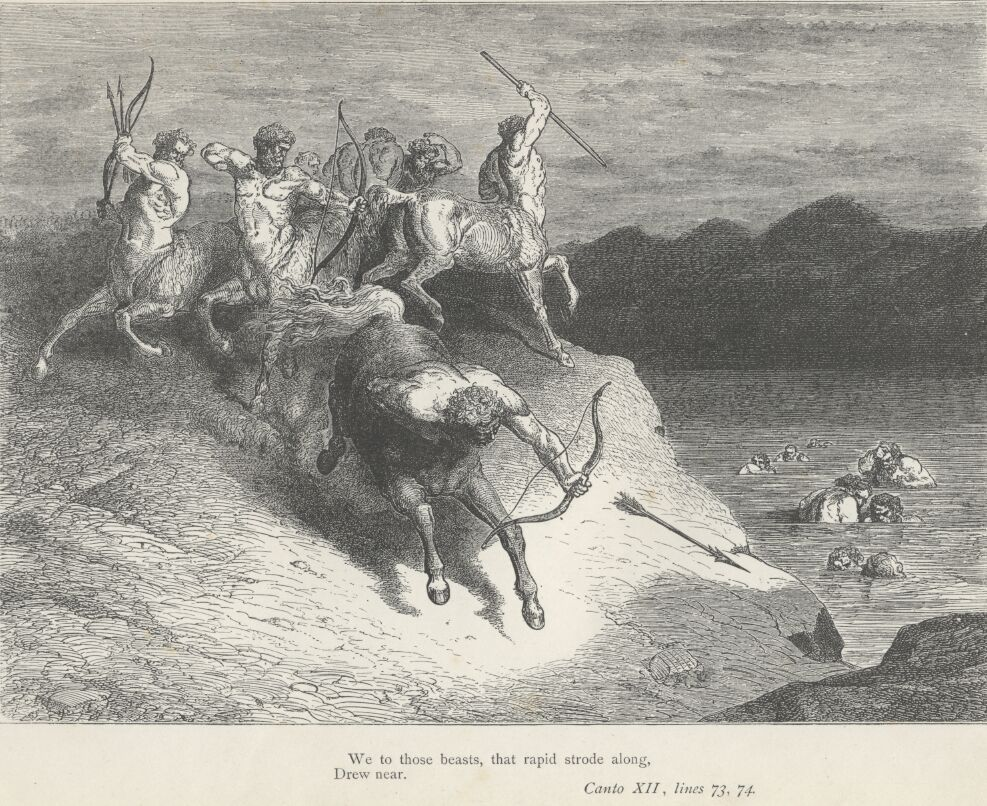
I centauri che sorvegliano i dannati nel Flegetonte, illustrazione di Gustave Doré

Virgilio indica allora a Dante la "riviera di sangue", dove sono bolliti i violenti contro il prossimo. Dante ha un'esclamazione di rammarico per come l'ira e la cupidigia (qui non intese come incontinenze) spingano ad atti di violenza, puniti per l'eternità. Descrive quindi la fossa del letto del fiume, che occupa tutta la piana e forma un arco, essendo l'Inferno costruito a cerchi concentrici. Tra la fine della frana e la riva del fiume, scorge una schiera di centauri armati di frecce che vanno a caccia, come erano soliti fare nel mondo dei vivi.
I due poeti sono a loro volta notati dai centauri, che si avvicinano con gli archi tesi. Uno di essi (Nesso) intima loro da lontano: «A quale pena venite voi che scendete il sentiero? Ditelo subito, o vi colpirò con le frecce!».
Virgilio risponde prontamente che intende parlare, sì, ma solo con Chirone, il più savio dei tre, e rimprovera a Nesso la sua impulsività («mal fu la voglia tua sì tosta», v. 66), alludendo al suo innamorarsi con subitanea violenza di Deianira, moglie di Ercole, e al tentativo di rapirla, per il quale fu ucciso da quest'ultimo con una freccia avvelenata.
Mentre i due poeti si appressano ai centauri, Virgilio spiega a Dante chi sono i tre che si sono staccati dalla schiera: Nesso, che morì per Deianira ma si vendicò da solo, ingannandola affinché confezionasse una tunica intrisa del suo sangue avvelenato da dare a Ercole, che l'aveva trafitto con frecce avvelenate, causandone così la morte; Chirone, che allevò (nodrì) Achille; e Folo, che fu così pieno d'ira da ubriacarsi alle nozze tra Ippodamia e Piritoo e tentare di rapire la sposa e le altre donne dei Lapiti. Essi, continua Virgilio, corrono attorno al fosso del fiume e colpiscono qualunque anima emerga dal sangue più di quanto la colpa richieda (i diversi livelli d'immersione, a seconda della gravità della colpa, saranno chiariti più avanti).
Intanto i due poeti sono giunti davanti a quelle fiere veloci ("snelle", nell'italiano antico, significava rapide) e Chirone, prima di parlare, si scosta la lunga barba con la cocca di una freccia: un dettaglio di grande realismo che vivacizza la scena. Chirone allora si rivolge ai compagni e li invita a notare come Dante sia vivo, perché muove i ciottoli che calpesta.
Virgilio, che era già davanti al centauro, in prossimità del punto in cui la natura umana e quella bestiale si uniscono (cioè al ventre), spiega che Dante è vivo e che deve mostrargli "la valle buia" per necessità, non per diletto: "Tale" (cioè Beatrice) lo incaricò di accompagnarlo, e nessuno dei due è un ladrone (con riferimento ai peccati puniti in altri cerchi). In nome di quella divinità che ha dato inizio al viaggio, Virgilio chiede a Chirone di affidare loro uno dei centauri presenti, affinché porti Dante in groppa e lo faccia guadare il fiume, poiché egli non è uno spirito e non può volare. La preoccupazione di Virgilio sta nella necessità di attraversare il sangue bollente senza che Dante ne venga ferito: questa volta non sarà usato l'espediente del traghettatore, come avvenuto per l'Acheronte e lo Stige.
Chirone acconsente e affida il compito proprio a Nesso, che lo accetta di buon grado, sebbene il testo non accenni più al fatto che Dante salga effettivamente in groppa al centauro. L'obbedienza e la nobiltà dei centauri – che in Dante è spesso sinonimo di grandezza morale – si contrappongono alla cieca bestialità del Minotauro, incontrato poco prima.

### I violenti contro il prossimo - vv. 100-139

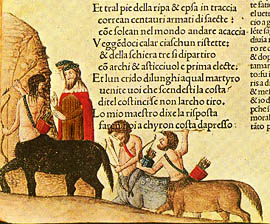
I centauri, anonimo settentrionale del XVI secolo

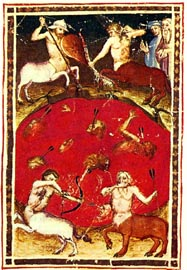
Il Flegetonte, anonimo fiorentino alla Biblioteca Vaticana (1390-1400 circa)

Nesso fa dunque da guida ai due pellegrini, che iniziano ad attraversare il fiume di sangue bollente: una volta tanto, è Virgilio a restare in disparte («Questi ti sia or primo, e io secondo», v. 114).
Il grande centauro comincia indicando alcune anime immerse fino "al ciglio", ossia fino agli occhi: si tratta dei tiranni che esercitarono violenza sia contro le persone, sia contro i beni delle persone (la distinzione nei due modi di nuocere al prossimo è alla base della loro punizione). Nesso segnala Alessandro e Dionisio il Vecchio, tiranno di Siracusa, che inflisse anni dolorosi alla Sicilia («Cicilia»). Sull'identità del tiranno Alessandro non vi è certezza: si pensa in genere ad Alessandro di Fere, in Tessaglia, citato insieme a Dionisio anche nel Livre du Trésor di Brunetto Latini; altri hanno ipotizzato che si tratti di Alessandro Magno, ma ciò è ritenuto improbabile, dal momento che Dante ne parla con onore sia nel Convivio che nel De Monarchia.
Successivamente Nesso indica un'anima dai capelli neri, Ezzelino III da Romano, e una dai capelli biondi, Obizzo II d'Este, che "per vero" – davvero – fu ucciso dal figliastro: Dante sembra voler offrire una rivelazione definitiva su voci che già all'epoca circolavano incerte.
Giungono poi a quelli immersi fino alla gola nel bulicame, cioè nella sorgente d'acqua calda (più avanti, il termine verrà usato anche come nome proprio di una sorgente presso Viterbo). Qui Nesso mostra un'anima sola, in un angolo ("da l'un canto sola"), colui che "tagliò in grembo a Dio" un cuore che ancora cola sangue ("che 'n su Tamigi ancor si cola", v. 119). La perifrasi indica Guido di Montfort, che il 13 marzo 1271, per vendicare il padre ucciso da Enrico III d'Inghilterra, assassinò con feroce crudeltà, durante una messa nella chiesa di San Silvestro a Viterbo, il cugino del re, Enrico di Cornovaglia, uomo mite, alla presenza di Filippo III di Francia e di Carlo d'Angiò. Il delitto rimase impunito (forse per la complicità dell'Angiò) e destò grande scandalo; Giovanni Villani ricordava come il cuore di Enrico fosse poi portato in Inghilterra e collocato in un'urna d'oro su una colonna del ponte di Londra.
Dante osserva poi altri dannati che tengono fuori il busto, e altri ancora che immergono soltanto i piedi: come spiegato da Virgilio nel canto precedente, si tratta dei predoni e dei violenti meno gravi. Non sono qui puniti i ladri, che derubano con la frode e non con la violenza: ad essi sarà dedicata una malebolgia.
Nesso spiega quindi che, così come in quel punto la profondità del fiume diminuisce, dall'altra parte torna gradualmente ad aumentare, fino a raggiungere un tratto in cui si trovano altri tiranni. Lì sono puniti Attila, Pirro (probabilmente Pirro Neottolemo, più difficilmente Pirro re dell'Epiro, lodato invece nel De Monarchia) e Sesto, identificato con ogni probabilità in Sesto Pompeo.
Infine, il centauro nomina due predoni che "fecero a le strade tanta guerra": Rinieri da Corneto e Rinieri de' Pazzi, del Valdarno.
Nel frattempo, Nesso ha terminato la traversata: senza che venga esplicitato se Dante scenda o meno dalla sua groppa, si volta e torna indietro, ripassando il guado nella direzione opposta.

## Il contrappasso
Il contrappasso è costruito su misura per gli assassini, e per analogia si estende anche a tutti gli altri peccatori puniti in questo girone: coloro che furono assetati del sangue altrui, ora vi giacciono immersi.